# Calathea cyclophora
Calathea cyclophora là một loài thực vật có hoa trong họ Marantaceae. Loài này được Baker mô tả khoa học đầu tiên năm 1895.